# Bahnstrecke Aşgabat–Daşoguz
| |                          |                                           |                                           |
| Streckenlänge: | 422 km                   |                                           |                                           |
| Spurweite: | 1520 mm (Russische Spur) |                                           |                                           |
| |                          |                                           |                                           |
| \| \| \| Transkaspische Eisenbahn von Taschkent \| \| \| \| 0 \| Aşgabat \| Aşgabat \| \| \| \| Gypjak \| \| \| \| \| Transkaspische Eisenbahn nach Türkmenbaşy \| \| \| \| \| Karakumkanal \| \| \| \| \| Owadan Depe \| \| \| \| \| Altyn Menzil \| \| \| \| \| Garagum 2 \| \| \| \| \| Rzd No. 2 \| \| \| \| \| Içoguz[Anm. 1] \| \| \| \| \| Rzd No. 3 \| \| \| \| \| Düýeli \| \| \| \| \| Rzd No. 4 \| \| \| \| \| Oguzabat \| \| \| \| \| Rzd No. 5 \| \| \| \| \| Altyn köl \| \| \| \| \| Șamülki \| \| \| \| \| Mian \| \| \| \| \| Șasenem \| \| \| \| \| Gurbansoltan eje \| \| \| \| \| Anschlussgleis Flughafen Daşoguz \| \| \| \| \| Görogly \| \| \| \| \| Strecke Makat–Turkmenabad \| von Turkmenabad \| \| \| \| Шават / Shovot \| \| \| \| \| Usbekistan / Turkmenistan \| \| \| \| \| \| \| \| \| \| Daşoguz \| \| \| \| \| Strecke Makat–Turkmenabad nach Taxiatosh \| \| \| \| \| \| \| \| Quellen: [1] \| \| \| \| |                          |                                           |                                           |
| Strecke |                          | Transkaspische Eisenbahn von Taschkent    | Transkaspische Eisenbahn von Taschkent    |
| Bahnhof | 0                        | Aşgabat                                   | Aşgabat                                   |
| Bahnhof |                          | Gypjak                                    | Gypjak                                    |
| Abzweig geradeaus und nach links |                          | Transkaspische Eisenbahn nach Türkmenbaşy | Transkaspische Eisenbahn nach Türkmenbaşy |
| Brücke über Wasserlauf |                          | Karakumkanal                              | Karakumkanal                              |
| Bahnhof |                          | Owadan Depe                               | Owadan Depe                               |
| Bahnhof |                          | Altyn Menzil                              | Altyn Menzil                              |
| Bahnhof |                          | Garagum 2                                 | Garagum 2                                 |
| Dienststation / Betriebs- oder Güterbahnhof |                          | Rzd No. 2                                 | Rzd No. 2                                 |
| Bahnhof |                          | Içoguz                                    | Içoguz                                    |
| Dienststation / Betriebs- oder Güterbahnhof |                          | Rzd No. 3                                 | Rzd No. 3                                 |
| Bahnhof |                          | Düýeli                                    | Düýeli                                    |
| Dienststation / Betriebs- oder Güterbahnhof |                          | Rzd No. 4                                 | Rzd No. 4                                 |
| Bahnhof |                          | Oguzabat                                  | Oguzabat                                  |
| Dienststation / Betriebs- oder Güterbahnhof |                          | Rzd No. 5                                 | Rzd No. 5                                 |
| Bahnhof |                          | Altyn köl                                 | Altyn köl                                 |
| Bahnhof |                          | Șamülki                                   | Șamülki                                   |
| Bahnhof |                          | Mian                                      | Mian                                      |
| Bahnhof |                          | Șasenem                                   | Șasenem                                   |
| Bahnhof |                          | Gurbansoltan eje                          | Gurbansoltan eje                          |
| Abzweig geradeaus und von links |                          | Anschlussgleis Flughafen Daşoguz          | Anschlussgleis Flughafen Daşoguz          |
| Bahnhof |                          | Görogly                                   | Görogly                                   |
| Strecke · Strecke |                          | Strecke Makat–Turkmenabad                 | von Turkmenabad                           |
| Bahnhof · Strecke |                          | Шават / Shovot                            | Шават / Shovot                            |
| Grenze · Strecke |                          | Usbekistan / Turkmenistan                 | Usbekistan / Turkmenistan                 |
| Strecke nach links · Abzweig geradeaus und von rechts |                          |                                           |                                           |
| Bahnhof |                          | Daşoguz                                   | Daşoguz                                   |
| Strecke |                          | Strecke Makat–Turkmenabad nach Taxiatosh  | Strecke Makat–Turkmenabad nach Taxiatosh  |
| |                          |                                           |                                           |
| Quellen: |                          |                                           |                                           |

Die eingleisige Bahnstrecke Aşgabat–Daşoguz verbindet die Hauptstadt von Turkmenistan, Aşgabat, mit dem Norden des Landes. Sie gehört zum Netz der turkmenischen Staatsbahn, Türkmenistanyň Demir ýol (TDÝ).

## Geografische Lage
Die Strecke verläuft durch die Wüste Karakum von der im äußersten Süden des Landes gelegenen Hauptstadt zur nördlichen Grenze des Landes mit Usbekistan. In Aşgabat schließt sie an die Transkaspische Eisenbahn an, in Daşoguz an die Bahnstrecke Makat–Taschkent.

## Technische Parameter
Die Strecke ist in russischer Breitspur (1520 mm) errichtet. Sie ist 422 km lang, eingleisig und nicht elektrifiziert. Die Strecke weist etwa 120 Brücken und Durchlässe auf. Die größte Brücke führt mit einer Spannweite von 300 m über den Karakumkanal (heute: Türkmenbaşy-Kanal).

## Geschichte
Die Strecke verdankt ihren Bau den politischen Verwerfungen in Folge der Auflösung der Sowjetunion. Damit wurden die für den Eisenbahnbetrieb der sowjetischen Staatsbahn (SŽD) bedeutungslosen Grenzen zwischen den einzelnen, ehemaligen Unionsrepubliken zu internationalen Staatsgrenzen und zerschnitten an vielen Stellen die Eisenbahnnetze. So entstand aus einem Streckenabschnitt der Bahnstrecke Makat–Taschkent, der im Bereich von Daşoguz über turkmenisches Staatsgebiet verlief, ein Inselbetrieb der neuen TDÝ. Um diesen an das Hauptnetz anzubinden, ohne dass über eine ausländische Strecke gefahren werden musste, entstand die Bahnstrecke Aşgabat–Daşoguz.
Die Strecke wurde zwischen 2000 und 2006 von der TDÝ mit eigenen Kräften gebaut. Zwar waren dabei keine größeren topografischen Hindernisse zu überwinden, der Baugrund, abschnittweise eine Sandwüste, war aber gleichwohl nicht unproblematisch. Außerdem herrschen in der Wüste extreme Temperaturen von −35 C° bis +40 C° im Schatten – in der Sonne: +70 C°. Der Bau begann von beiden Enden und die Baustellen trafen sich im Februar 2006 etwa 100 km südlich von Daşoguz. Die Strecke wurde eröffnet, indem abschließend ein kurzes Gleissegment mit vergoldeten Schienen in die Lücke eingesetzt wurde. Die neue Strecke verkürzte die Eisenbahnverbindung zwischen Aşgabat und Daşoguz um 700 km. Die Baukosten betrugen umgerechnet eine Milliarde US-Dollar.

## Betrieb
Die für den Betrieb erforderlichen zusätzlichen Fahrzeuge – 50 Lokomotiven und 530 Wagen – kamen aus China, der Ukraine und Russland. Sie kosteten US$ 128 Mio. Gleichzeitig musste dafür das Bahnbetriebswerk in Aşgabat komplett umgebaut werden.
Auf der Strecke fand anfangs sowohl Personen- als auch Güterverkehr statt, heute (2022) nur noch Güterverkehr.